# قرش (عملة تركية)
قُرش كذلك قرش وإيرش و جرش وجروش و جروسي، كلها أسماء لفئات العملات في وحول الأراضي التي كانت جزءًا سابقًا من الدولة العثمانية. ينبع الإختلاف في الاسم من اللغات المختلفة المستخدمة (العربية والأمهرية و العبرية والتركية و اليونانية) و الكتابات المختلفة في الأبجديات اللاتينية.عُرف القرش في اللغات الأوروبية باسم القرش.
القُرش (القروش) هي وحدة فرعية للعملة التركية، كانت القرش أيضًا الوحدة القياسية للعملة في الإمبراطورية العثمانية حتى تقسيم عام 1844 لليرة الذهبية العثمانية السابقة. تم تقسيمها إلى 40 بارا أو 120 أكجة، منذ عام 2005 تساوي الليرة التركية 100 قرش.

## الاسم
الكلمة التركية قُرش (العثمانية: قروش، اليونانية: جروسي الجمع جروسيا أو جروشيا) مشتق من الكلمة الفرنسية جروس «ثقيل».
اسم جروسشن، عملة معدنية مستخدمة في مختلف الدول الناطقة بالألمانية بالإضافة إلى بعض الدول الغير ناطقة بالألمانية. البلدان الناطقة بالألمانية في أوروربا الوسطى (بوهيميا، بولندا،الإمارات الرومانية)، مشتقة من نفس أصل دينارو جروسو الإيطالي.
يأتي الاسم بالأصل من الكلمة الإيطالية جروسو، كما في دينارو جروسو، عملة فضية بقيمة 12 دينار.

## التاريخ
تم تقديم القرش في عام 1688. كانت في البداية قطعة فضية كبيرة (على غرار التالرز الأوروبي الذي أصدره العثمانيون) تساوي تقريبًا العملة الفرنسية، أو من مصادر أخرى الدولار الإسباني. كان يستحق 40 بارا. في عام 1844 ، و بعد انخفاض مستمر تم طرح الليرة الذهبية بقيمة 100 قرش، خلال أواخر القرن الثامن عشر إلى أوائل القرن التاسع عشر، تم تقليله إلى عملة معدنية بوزن أقل من 3 غرام.
مع تفكك الإمبراطورية العثمانية احتفظت العديد من الدول الخلف بالقرش كطائفة، وشملت هذه مصرو السعودية وسوريا ولبنان وتركيا نفسها، واعتمد أخرون لما في ذلك الأردن والسودان القرش كفئة عندما أنشأوا عملاتهم الخاصة.
في بداية القرن التاسع عشر، كانت العملات الفضية متداولة ل واحد أكجة ، 1 5 10 و 20 بارا، و 1 2 و 2.5 قرش، جنبًا إلى جنب مع العملات الذهبية المقومة بالزيري محبوب والتين. عندما تم تخفيض قيمة العملات الفضية، ظهرت فئت أخرى: 30 بارا، 1.5 ، 3 5 6 قرش، تتكون العملة النهائية الصادرة قبل إصلاح العملة من المليار 1 و 10 و 20 بارا، والفضة 1.5 و 3 و 6 قرش.
في عام 1844 ، تم تقديم ليرة الذهب التركية كفئة قياسية جديدة، تم تقسيمها إل 100 قرش فضي، واستمر تداول القرش حتى السبعينات.
في نهاية المطاف، أصبحت القرش عتيقة بسبب التضخم المزمن في تركيا في أواخر السبعينات. قدم إصلاح العملة في 1 يناير 2005 عائدها بمقدار 100/1 من الليرة الجديدة.